# Паранойя и Ангедония
«Паранойя и Ангедония» — российская рок-группа, образованная в декабре 2000 года в Красноярске. На первоначальном этапе творчества — один из представителей контркультуры, сложившейся вокруг Национал-большевистской партии.
Руководит командой бессменный лидер музыкант, поэт и политик Андрей Сковородников, известный как Гроб. Весной 2009 года руководителем коллектива полностью меняется состав музыкантов и творческая концепция. В настоящее время коллектив работает преимущественно в жанре металкор/метал и сопряжённых с ним.

## Участники группы
- Андрей «Гроб» Сковородников — вокал, бас гитара, тексты, музыка
- Александр «Insane» Лазин — вокал, тексты,
- Виктор Снегирь — гитара, музыка

## Краткая история коллектива
Дата образования — 21 марта 2001 года (первое концертное выступление). Также существует вторая полуофициальная дата рождения — декабрь 2000 г. Дата записи первого демо и слияния проектов Паранойя Андрей «Гроба» и Ангедония Ксюхи Ильинской (второго лидера группы в период 2000—2004 гг.).
Музыкальная стилистика — канонический сибирский панк. Песни и музыка пишутся обоими лидерами коллектива, являющимися по сути единственными стабильными участниками концертных составов.
Летом 2003 года музыканты узнают, что их группа запрещена к выступлению на всех официальных и открытых площадках. Как гласило выданное в отказ о выступлении в одном из ДК письмо «за активную пропаганду негативных идей, призывов к массовым беспорядкам, национальной розни». Хотя ни одной подобной претензии к группе не выдвигалось в официальном порядке правоохранительными органами. Однако на то же время приходится пик активности Национал-большевистской партии в регионе, лидером которой в Красноярске являлся Андрей Сковородников.
Вскоре творческие и жизненные пути Сковородникова и Ильинской разошлись, а домашний компьютер, на котором и писались все альбомы ПиА почти на год получил прописку в городской прокуратуре. Сковородникова обвинили в создании сайта с ругательствами в адрес президента Путина. Группа номинально прекращает свою деятельность, умудрившись при этом, дав всего 4 концерта за год, выступить на крупных фестивалях в Москве, Новосибирске и Канске. А также дать одно полузакрытое выступление в родном Красноярске.
Второе рождение команды произошло весной 2005 года. Толчком к нему стало знакомство Андрея «Гроба» с талантливым музыкантом и певицей Олесей Кустовой (ныне лидер гр. «Побочный эффект»). Группа довольно кардинально меняет стилистику, в её творчестве появляется больше лирики, звучат первые альтернативные нотки в музыке. Также происходят немаловажные подвижки в городе — начинает развиваться клубная культура, группы начинают находиться в меньшей зависимости от разрешений чиновников. Паранойя и Ангедония начинает регулярно появляться на топовых площадках и крупных фестивалях. Попав впервые за два года на опенэйр — местный филиал Нашествия. Появление «запрещённой» команды вызвало большой скандал. А вскоре — отделение Нашего радио в Красноярске скоропостижно закрылось. Говорят — вдруг оказалось убыточным и не могло существовать далее.
Итогом полуторалетнего творческого союза стал альбом «Время». Идеи же заложенные в этот период времени получили впоследствии в создаваемым уже самим Гробом альбомах «Светлый» и «Пустота», а также полуконцертном «In Gumus Domestos Album». С 2005 года группа стала работать с более-менее стабильным концертным составом. Который в период весны 2006 г. (уход из группы Кустовой) представлял собой даже хардкор-трио. Группа начинает активнейшую концертную деятельность в родном городе с момента создания собственной концертной фирмы. А также стала узнаваема в стране благодаря активной работе в интернете и выездами в соседние города.
Летом в 2006 году в группу приходит Игорь Думченков, первый профессиональный музыкант, попавший в команду. Именно он во многом приблизил саунд ПиА к её нынешнему звучанию. Команда всё больше работает над собой, но последние кардинальные перемены происходят с ней весной 2009 года, когда из армии возвращается её басист, а ныне и второй вокалист «Никита Джефф». К тому времени в составе группы оказывается высокотехничный соло-гитарист Евгений Глеба, на роль ударника приглашается один из лучших городских профессионалов Денис Литвинов. Женский же вокал теперь звучит лишь в студии, в исполнении Дарьи Доброхотовой (гр. КиVи), являющейся также художником ПиА. Весна 2009 года является датой рождения новой группы Андрея Сковородникова, носящей то же название, что и было до этого периода времени.
В начале лета 2010 года группа была вынуждена расстаться с двумя немаловажными её участниками — Евгением Глеба (гитара) и Иваном Никитиным (бас, второй вокал). Такой шаг был обусловлен многими причинами, которые за давностью события и конечным примирением с лидером ПиА было решено считать забытыми :)
Результатом работы этих музыкантом с Андреем «Гробом» стал выход сразу двух крепких альбомов («Струны из колючей проволоки» и «Белые крылья»), выступление на всех крупнейших опен-air фестивалях города, первый гастрольный тур, эфиры на крупных тематических радиостанциях, выход на лидирующие позиции не только среди панк-команд города, но и во всем красноярском роке в целом.
Летом 2011 года презентован первый полноформатный концертный альбом ПиА — Грободнюха, записанный 16 января 2011 года на фестивале, посвящённом 31летию лидеру команды Андрею «Гробу» Сковородникову
Осенью 2011 года увидел свет финальный аккорд начатых в 2009 году кардинальных музыкальных изменений ПиА — альбом Ненавистилюбовь, сочетающий в себе как старые панковские тенденции, так и плотная работа в жанре альтернативного рока и альтернативного металла.
Весной 2011 Паранойя и Ангедония пришла к стилистическому единообразию, начав играть в стиле metal-core и сопряжённых с ним направлениях. В период с осени 2011 г по лето 2012 был записан первый полноценно-студийный альбом коллектива, премьера которого состоялась 22 декабря 2012 г. Новое творение получило название «Назавтра после конца света». Выход альбома был предварён выходом нового официального клипа на трек Бриллианты огней. 
30 января 2014г. группой презентован ЕР "Убивая сны", куда вошли два новых студийных трека, и анонсирована работа над новым мини-альбомом
31 марта 2014 г Паранойя и Ангедония попадает в ротацию радио НАШЕ 2.0. 29 сентября происходит презентация второго официального клипа с альбома «Назавтра после конца света» на композицию Время обрёкшее нас. 
В феврале 2015 года начата запись нового студийного релиза группы, получившего название #жизньбольтлен, куда помимо студийных песен войдёт запись концертного выступления на фестивале Пульсар: Раскаты рока 22 ноября 2014 года. Также готовится ДВД версия этого выступления. 
2 октября 2015 г выходит новый релиз группы #жизньбольтлен Он является первым официально вышедшим релизом группы, в рамках цифровой дистрибуции, на сервисе Google play. В нём группа продолжила своё развитие в направлении metal и core музыки, а также реконстурировала в своём нынешнем звучании один из своих главных хитов середины 00-х, композицию Грусть. 

## СМИ о ПиА и её лидере (избранное)
- «Время» Паранойи и Ангедонии (specialradio.ru, 02.10.2006)
- По прозвищу «Гроб» (Yarskgrad.ru, 30.03.2008)
- Рок-н-рольщики и рэперы Красноярска проводили зиму (Комсомольская правда-Красноярск, 16.02.2009)
- Шоу с элементами импровизации (Красноярская газета, 12.03.2010)

## Паранойя и Ангедония в репортажах на ТВ
- Паранойя и Ангедония в Утреннем кофе на Афонтово
- Репортаж-анонс о музыкальной акции Рок-Фронт
- Шоу «Три толстяка», анонс
- ПиА в Деталях (Прима СТС) 10.12.2008
- Эфир анонс фестиваля Манское нашествие

## Дискография
Альбомы
- Первое гонилово — 2000 г.
- Полные пустоты (с гр. Сириус) — 2001 г.
- На обломках праздника (акустика) — 2002 г.
- Правый берег — 2003 г.
- Родина-дочь зовёт! — 2006 г.
- Светлый! — 2007 г
- Пустота — 2008 г
- In Gumus Domestos Album — 2009 г
- Струны из колючей проволоки — 2009 г.
- Белые крылья — 2009 г.
- Грободнюха (live album) — 2011 г.
- Ненавистилюбовь — 2011 г.
- Назавтра после конца света — 2012 г.
- #жизньбольтлен — 2015 г.

EP
- Убивая сны — 2014 г.

Синглы
- Взаперти — 2004 г.
- Верной дорогой?… — 2009 г.
- Ангел снов — 2009 г.
- 2012—2010 г.
- Листопады — 2010 г.
- Бриллианты огней — 2012 г.
- Время обрёкшее нас — 2012 г.

Концертные записи и бутлеги
- Split «Триппер» — 2003 г.
- Анархия в подвале! — 2006 г.
- Раскаты рока (live)— 2010 г.
- Грободнюха (live)— 2011 г.

Сборники
- Панк Эпидемия — 2003 г.
- Панк Революция № 24 — 2003 г.
- Recommended records specialradio media project № 12 — 2004 г.
- Антигавно — 2005 г.
- Дубенскому и не снилось… — 2005 г.
- Мы сделали это! — 2006 г.
- Дубенскому и не снилось — 2 (Анархия на берегах Енисея) — 2006 г.
- Неразумное — 1 (Акустика) — 2006 г.
- Неразумное — 1 (Электричество) — 2006 г.
- Collection Edinorog-records vol.3 — 2006 г.
- Панк-Блокада vol.2 — 2006 г.
- Музыка НЕсогласных — 2007 г.
- Музыка НЕсогласных ч. 2 — 2008 г.
- Панк сборник. История болезни. Том 2. — 2009 г.
- Панк-DIY-сборник «Обратная сторона реальности» vol 1 — 2009
- Музыка НЕсогласных ч. 3 — 2009 г.
- Стереотип Свободы Vol.2 — 2010
- «Центр Красноярского рока» vol.1 — 2010
- Панк Революция: Возрождение — 2010 г.
- Как слово здравствуйте — Диск правильной музыки vol 1 (2010)
- Музыка НЕсогласных ч. 4 — 2011 г.